# Andrón (médico)
Andrón (en griego antiguo: Ἄνδρων) fue un médico de la antigua Grecia el cual André Tiraqueau y después Johann Albert Fabricius, creyeron que es la misma persona que Andreas de Caristo. Otros eruditos han concluido que esto es un error que surgió de escritores anteriores que leyeron "Andrón" en las obras de Plinio el Viejo en lugar de "Andreas".
Andrón es mencionado por Ateneo, y varias de sus prescripciones médicas son preservadas por Aulo Cornelio Celso, Galeno, Celio Aureliano, Oribasio, Aecio de Amida, Pablo de Egina, y otros escritores antiguos. Ninguna de sus obras existe, ni se sabe nada de los acontecimientos de su vida; y con respecto a su fecha, sólo se puede decir con certeza que, siendo Celso el autor más antiguo que le menciona, debió vivir en algún momento antes del comienzo de la era cristiana.